# Argonauta hians
Espèce
Statut de conservation UICN

 LC  : Préoccupation mineure
Argonauta hians (nom vernaculaire : argonaute voilier brun ou nautile de papier) est une espèce de mollusques céphalopodes de la famille des Argonautidae.
- Répartition : océans Indien et Pacifique.
- Taille : 3 à 6 cm[1]

Les argonautes sont des animaux très répandus apparentés aux pieuvres.

Ils ont une coquille calcaire fine comme du papier dans laquelle la femelle dépose ses œufs.

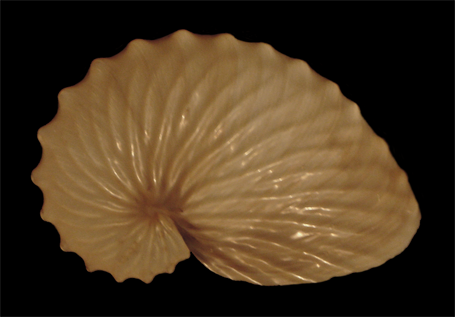
Coquille calcaire d'argonaute hians
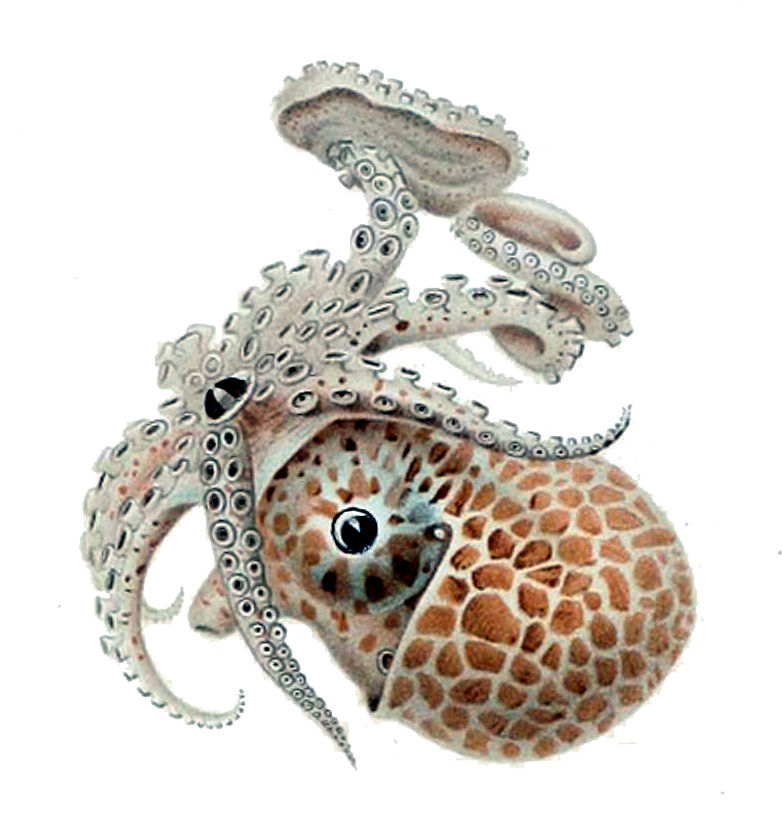
Jeune femelle
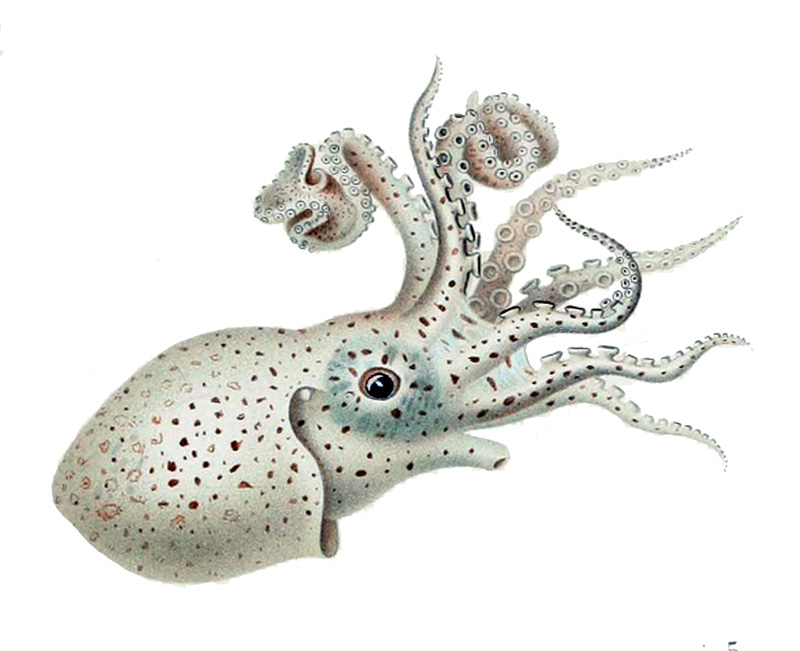
Femelle
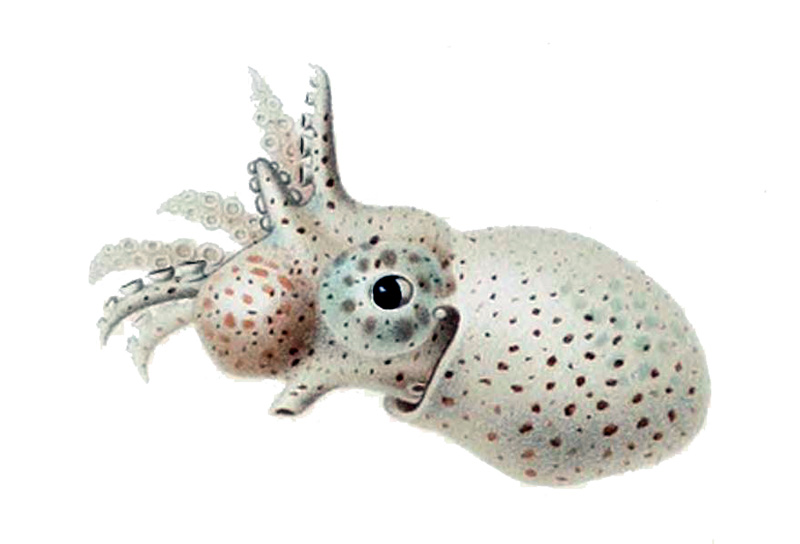
Mâle